# Uglev
Uglev is een plaats in de Deense regio Midden-Jutland, gemeente Struer. De plaats telt 265 inwoners (2008).